# Ernest Picard
Louis Joseph Ernest Picard, född den 24 december 1821 i Paris, död där den 13 maj 1877, var en fransk statsman.
Picard blev 1844 advokat, slöt sig till det republikanska partiet, valdes som den oförsonliga oppositionens kandidat 1857 till ledamot av lagstiftande kåren och var därpå till 1863 en av "de fem" i den dristiga oppositionen mot kejsardömet. Utmärkt för bitande kvickhet och slagfärdighet i debatten, omvaldes Picard vid de allmänna valen 1863 och 1869 och utövade ett växande inflytande vid samlandet av alla mot kejsardömet oppositionella krafter. Efter kejsardömets fall blev han den 4 september 1870 medlem av Nationella försvarsregeringen – det var han, som föreslog detta namn – och tillika finansminister. 
Under Paris belägring visade han vid flera tillfällen stor kallblodighet och rådighet. Vid de allmänna valen den 8 februari 1871 fick han en plats i nationalförsamlingen. Av Thiers utnämnd till inrikesminister den 19 februari samma år, blev Picard föremål för de häftigaste anfall från den rojalistiska majoriteten i nationalförsamlingen och måste avgå redan den 31 maj. November 1871–maj 1873 var han sändebud i Bryssel. Under de närmast därpå följande åren var Picard en av ledarna för vänstra centern i nationalförsamlingen. Han valdes i december 1875 till oavsättlig senator.